# ランタン・シールド

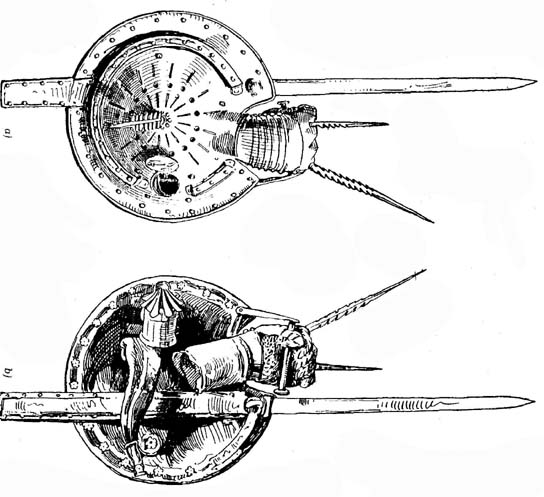
ランタン・シールド

ランタン・シールド（lantern shield、イタリア語：scudo lanterna、ドイツ語：Lanternenschild）は、武器と盾が一体となった形状をしている特異な武具。 16-17世紀のイタリアで作られ、時にスイス軍の盾と呼ばれる。夜間防衛のために設計された、この攻防一体の武具は約30cmほどの金属製円盾と篭手が一体となり、篭手からは鋸歯状の長いスパイクが伸びている。それだけではなく、盾には着用者の腕と平行に剣身が取り付けられており、これは盾から30cmほど伸びていた。剣身は盾の端から使用者の肘に向かっても伸びている。
盾には光を漏らさないようにフラップのついたランタンを取り付けることができ、フラップを開けることでランタンの灯りで相手の目をくらますことができたという。

## 参考資料
- 『改訂増補 刀工総覧』川口陟・飯田一雄（校訂）　刀剣春秋新聞社・宮帯出版社（発売） ISBN 9784885830082
- 『金工事典』若山泡沫・飯田一雄（校訂）　刀剣春秋新聞社・宮帯出版社（発売） ISBN 9784885830174
- 『アイテム・コレクション』 安田均・グループSNE 富士見文庫 ISBN 9784829142271
- 『図説 西洋甲冑武器事典』三浦権利 柏書房 ISBN 9784760118427
- 『武器辞典』 市川定春 新紀元社 ISBN 9784883172795
- 『武器と防具・西洋編』 市川定春 新紀元社 ISBN 9784883172627
- 『武勲の刃』 市川定春・怪兵隊 新紀元社 ISBN 9784915146237
- 『魔導具事典』 山北篤・稲葉義明 新紀元社 ISBN 9784775300350
- 『刀剣甲冑手帳』 刀剣春秋編集部 編　刀剣春秋新聞社・宮帯出版社（発売） ISBN 9784863660632